# Tryb monochromatyczny
Tryb monochromatyczny (skala szarości) – sposób prezentacji obrazu wygenerowanego przez komputer na ekranie monitora komputerowego. W tym trybie istnieje jedynie informacja o luminancji danego piksela, ponieważ jest to tryb jednobarwny. Najczęściej utożsamia się go z obrazem w skali szarości, lecz w rzeczywistości kolor wyświetlanego piksela zależy od używanego wyświetlacza. Samo słowo pochodzi od słów mono, czyli pojedynczy, i chroma – barwa.
Do połowy lat 90. często używano rubinowych lub zielonych monitorów CRT, które później zostały zastąpione przez monitory kolorowe. Mimo że aktualnie powszechnie stosuje się wyświetlacze kolorowe, to w niektórych zastosowaniach nadal używane są wyświetlacze monochromatyczne jak np. w ultrasonografii.